# 狭萼虎耳草
狭萼虎耳草（学名：Saxifraga caveana var. lanceolata）为虎耳草科虎耳草属下的一个变种。

## 扩展阅读
- 維基物種上的相關：狭萼虎耳草